# Escola Preparatòria Patrice Lumumba
L'Escola Preparatòria Patrice Lumumba (EPPL) és una institució d'ensenyament de São Tomé i Príncipe, situada a São Tomé, la capital del país. És la més antiga i única institució pública de cicle preparatori de São Tomé i Príncipe.

## Històric
L'Escola Preparatòria Patrice Lumumba prové del Colégio-Liceu de São Tomé, que fou creat mitjançant el decret provincial n. 1947, de 21 de setembre de 1952, per iniciativa del governador colonial Guilherme Abranches Pinto. L'edifici del col·legi, seu de la nova institució, començà a ser construït en 1952, amb un projecte arquitectònic de Lucínio Cruz, i fou acabat en 1954.
Mitjançan el decret-llei n. 45512, de 18 de setembre de 1959, del Ministeri d'Ultramar, el Colégio-Liceu passa a ser denominat Liceu Nacional D. João II, i fou equiparat al règim jurídic dels liceus de la metròpoli.

### Post-independència
Amb la independència de São Tomé i Príncipe, en 1975, fou denominat breument Escola D. Pedro I, a l'altura de la forta influència brasilera en la formació de docents del nou país. A partir d'aleshores, l'establiment va passar a oferir cicle preparatori, transferint les atribucions del liceu a l'antiga Escola Técnica Silva e Cunha (actual Liceu Nacional de São Tomé i Príncipe).
En 1988, en mig de les reformes de l'ensenyament santomenc, la institució passà a denominarse Escola Preparatória Patrice Lumumba, en honor de Patrice Lumumba, un dels majors líders panafricanistes de la història.
En 2012 l'escola es va enfrontar una ona de transició psíquica que va acompanyar diversos alumnes, com casos de criatures fora de si, violentes, i rebel·lant-se en un altre lloc, deixant la població de l'arxipèlag molt esglaiada. L'any 2015 l'EPPL arribà a tancar les portes algunes vegades a causa d'una al·lèrgia que ataca alguns alumnes de la institució, que foren internats a l'Hospital Ayres de Menezes.

## Arquitectura
La seva seu, l'Edifici del Col·legi, forma part del patrimoni arquitectònic nacional.